# Lunda socken, Uppland
Lunda socken i Uppland ingick i Seminghundra härad och är sedan 1971 en del av Sigtuna kommun, från 2016 inom Skepptuna distrikt.
Socknens areal är 36,47 kvadratkilometer, varav 35,47 land. År 1952 fanns här 497 invånare. Sockenkyrkan Lunda kyrka ligger i socknen. 

## Administrativ historik
Lunda socken har medeltida ursprung. 
Vid kommunreformen 1862 övergick socknens ansvar för de kyrkliga frågorna till Lunda församling och för de borgerliga frågorna till Lunda landskommun. Landskommunen inkorporerades 1952 i Skepptuna landskommun, uppgick 1967 i Märsta landskommun  som 1971 uppgick i Sigtuna kommun. Församlingen uppgick 1998 i Skepptuna församling.
1 januari 2016 inrättades distriktet Skepptuna, med samma omfattning som Skepptuna församling hade 1999/2000 och fick 1998, och vari detta sockenområde ingår.
Socknen har tillhört län, fögderier, tingslag och domsagor enligt vad som beskrivs i artikeln Seminghundra härad. De indelta soldaterna tillhörde Upplands regemente, Hundra Härads kompani samt Livregementets dragonkår, Livskvadronenen, livkompaniet.

## Geografi
Lunda socken ligger närmast öster om Arlanda kring Laggaån och Närtunaån och med flygplatsen på resterna av Stockholmsåsen i väster. Socknen är en öppen slättbygd med smärre skogklädda höjder i utkanterna.

## Fornlämningar
Från bronsåldern finns spridda gravrösen. Från järnåldern finns 40 gravfält några med stensättningar. Fyra runristningar är noterade, varav en runsten ingående i ett bromonument vid Ängeby och Stora Söderby.

## Namnet
Namnet skrevs 1344 Lundatolft, ursprungligare Lundatolft, med förleden lund, 'skogsdunge' möjligen här i betydelsen 'helig plats'. Efterleen tolft, 'antal av tolv' indikerar att socknen varit ett centrum i ett tidigare distrikt, hundare.